# Kariera
Kariera je izraz za uveljavitev, uspeh na kakem področju delovanja. Tradicionalne definicije kariere se nanašajo predvsem na napredovanje znotraj organizacije, sodobnejše pa kariero opredeljujejo kot spremenljivo kariero, ki jo upravlja posameznik in ne organizacija. Delovna kariera pomeni zaporedje delovnih položajev, ki jih posameznik zavzema v svoji zaposlitveni dobi. Glede na stopnjo pomembnosti kariere, se pri posameznikih oblikuje karierna identiteta, s katero sta povezana tudi pojma karierni vpogled in karierna vztrajnost. Razvoj kariere je za posameznika aktiven proces večanja kompetentnosti, pridobivanja znanja na formalne in neformalne načine ter načrtovanja in vodenja svoje kariere.

## Definicija kariere
Tradicionalna definicija kariere opisuje pojem kot napredovanje z nižjih položajev na višje v okviru organizacije ali delovnega mesta. Danes pojem kariera razumljen nekoliko širše in predstavlja posameznikovo celotno življenjsko pot – učenje, delo in aspekte življenja. Označuje posameznikovo tranzicijsko, dinamično in fleksibilno napredovanje v različne smeri, odvisno od sprememb v okolju. Podobno opredeljuje kariero tudi Brečko (2006), ki pravi, da gre pri tem za različne dejavnosti, ki vplivajo na smer, intenziteto in hitrost osebnega razvoja.
Pri strokovnem opredeljevanju kariere pa se pojavljajo različne, dokaj neenotne opredelitve. Naslednji dve definiciji zajemata glavne sestavine pojma kariere: 
- »Kariera so vsa dela, ki jih posameznik opravlja v svojem poklicnem življenju.« (Werther in Dalavis: 1898, str.277)[1]
- »Kariera predstavlja organizirano pot, ki jo prehodi posameznik skozi čas in prostor.« (Van Maanen in Shein, 1997)[1]

Sodobnejša definicija Sullivana in Barucha (2009)     pa pravi, da kariera zajema posameznikove z delom povezane in druge pomembne izkušnje, tako v organizaciji kot izven nje, ki oblikujejo edinstven vzorec v posameznikovem življenju.
Opazimo lahko, da se tudi strokovne opredelitve gibljejo med opredelitvami kariere, ki zajemajo delovno pot in opredelitvami, ki zajemajo celotno življenjsko pot.

### Spremenljiva kariera
Spremenljiva kariera kot sodobna kariera je v nasprotju s tradicionalno opisana kot kariera, ki jo upravlja posameznik in ne organizacija, glavni vrednoti pa sta svoboda in rast. Kriteriji uspeha pri spremenljvi karieri niso objektivni (plača, položaj), temveč subjektivni, torej psihološki uspeh. 
Po Brisoceju in Hallu (2006)  je koncept spremenljive kariere definiran z dvema dimenzijama: dimenzijo vrednot in dimenzijo samostojnega upravljanja kariere. Dimenzija vrednot zajema posameznikove vrednote, ki ga vodijo pri oblikovanju kariere in pri presojanju uspešnosti svoje kariere, dimenzija samostojnega upravljanja kariere pa vključuje sposobnost prilagoditi se v smislu delovne uspešnosti ter izobraževalnih zahtev.

### Delovna kariera
Delovna kariera je zaporedje delovnih položajev, ki jih posameznik zavzema v svoji zaposlitveni dobi. Vključuje osebne aspiracije, motiv, vrednote, vrednotenje dela, pojem o sebi, menjanje poklicev ali področij poklicnega delovanja (tudi v obdobju pred zaposlitvijo). 

#### Vrste delovne kariere
Vrste kariere po Driverju so:
- Stalna delovna kariera je vrsta kariere, za katero se posameznik odloči v mladosti in ji sledi do upokojitve. Vsebina dela se ne spreminja, delovna učinkovitost pa se navadno povečuje. Problemi povezani s tem tipom kariere vključujejo kritičnost začetne izbire in spremembe v tehnologiji, zaradi katerih lahko postane poklic zastarel.
- Prehodna delovna kariera je tista, pri kateri posameznik pogosto spreminja delo in delovna mesta, ki pa so podobno zahtevna. Težave se lahko pojavijo pri oblikovanju svoje poklicne identitete.
- Pri linearni delovni karieri se posameznik za določeno kariero odloči po opravljenem študiju in ji sledi. Njegovi delovni položaji se pri tem gibljejo navzgor po hierarhična lestvica. Pri prehodu na višja delovna mesta se lahko pojavijo blokade.
- Ciklična delovna kariera je sestavljena iz ciklov (5 do 7 let) s platojem, ki jim sledi sprememba področja ali vsebine dela. Problemi pri tej vrsti delovne kariere so odvisni od tega, kako okolje reagira na tovrstne spremembe posameznikovega dela. [6]

## Karierna identiteta
Karierna identiteta predstvalja stopnjo pomembnosti poklicne kariere v posameznikovi identiteti, od česar je odvisna njegova delovna zavzetost, strokovna usmerjenost, pripadnost organizaciji ter želja po napredovanju.
Posamezniki, ki imajo močno karierno identiteto, osebno zadovoljstvo močneje povezujejo s poklicno kariero. S starostjo se karierna identiteta okrepi, odvisna pa je tudi od tega, ali je izbrana kariera v družbi cenjena ali ne, in od posameznikove uspešnosti v njej. 

## Karierni vpogled
Karierni vpogled je stopnja diferenciranosti posameznikovih spoznanj o njegovih poklicnih interesih in kompetentnostih in tudi vrednostna opredelitev oziroma pomembnost različnih področij dela v njegovi poklicni karieri(tehnična, strokovna, funkcionalna, vodstvena kompetentnost, samostojnost pri delu, uresničevaje lastnih idej).
Posamezniki z močnim kariernim vpogledom imajo jasne cilje in strategije za doseganje teh ciljev v poklicu, stvarna pričakovanja in so dolgoročno usmerjeni v svoji karieri. Karierni vpogled je šibkejši pri posameznikih, ki imajo veliko potrebo po spremembah in pri tistih, ki imajo prožne cilje. 

## Karierna vztrajnost
Karierna vztrajnost je posameznikova odpornost do različnih motenj v karieri.
Odraža se skozi prepričanje v lastno učinkovitost (samospoštovanje, potreba po samostojnosti, notranje mesto nadzora, iniciativnost, postavljanje notranjih standardov pri delu), odnos do tveganja (sprejemanje tveganja strpnost do negotovosti, strah pred neuspehom, potreba po varnosti) in potrebo po odvisnosti (potreba po odobravanju s strani nadrejenih in sodelavcev, potreba po tekmovalnosti). 

## Kriza na karierni poti
Kriza na karierni poti zajema občutke velikega nezadovoljstva z lastno zaposlitvijo in dvoma glede ustreznosti dosedaj sprejetih kariernih odločitev. Na posameznika in  njegovo življenje ima lahko tako pozitiven kot tudi negativen učinek - določene ljudi bo motivirala pri iskanju nove zaposlitve, ki jim bo bolj ustrezala, med tem ko se pri drugih, ki nanjo ne bodo odreagirali proaktivno, lahko razvije v resnejše motnje (npr. osebnostne spremembe, težave v medosebnih odnosih, absentizem ter popolna nezmožnost izpolnjevanja delovnih nalog). V slednjem primeru so oškodovani  tako zaposlen sam, kot tudi njegovi delodajalci in organizacija oz. podjetje v katerem je zaposlen. 

## Razvoj kariere
Skozi svojo kariero posameznik pridobiva različna znanja, spretnosti in izkušnje in s tem razvija le-to in menja svoj poklicni položaj. Skozi aktiven proces večanja kompetentnosti, znanja in s tem zmožnosti za delo posameznik  načrtuje in vodi svojo kariero.
Vključuje formalen, neformalno in tudi informalno obliko učenja. Poleg različnih zaposlitev vključuje še različne prostovoljne dejavnosti in drugo. ter na drugi strani, poleg različnih oblik. Razvoj kariere poteka skozi celo življenje; kako posameznik razvija svojo kariero,pa je veliki meri odvisno od njega samega.

### Poklicni razvoj v ožjem smislu
Vstop na delovno mesto je obdobje, ki ga posameznik navadno doživi med 18. in 25. letom in je obdobje pridobivanja spretnosti, znanj, oblikovanja bolj specifičnih poklicnih interesov, vrednot, identitete in iskanje priložnosti za njihovo uveljavljanje.
Prilagajanje in ustalitev na delovnem mestu traja do srednje odraslosti (40-45 let) in je obdobje vključevanja v svet dela, diferenciranje interesov, specializacija. V tem času se posameznikov delovni prispevek poveča.
Ohranjanje in/ali napredovanje v poklicni vlogi predstavlja novo integracijo posameznika v okolje, ki je odvisna od njegove specializacije. Pogosto se pojavi tudi napredovanje glede na priložnosti poklicnega razvoja in glede na zmanjšane delovne zmogljivosti. Obdobje se zaključi okoli 65. leta.
Upokojitev. Po 65. Letu se večina posameznikov umakne iz svoje poklicne poti. 
Poklicni razvoj se povezuje tudi z razvojem poklicne samopodobe

### Razvoj kariere v okviru organizacije
Izbira poklica in prva zaposlitev sta dva pomembna izbora posameznika na poti oblikovanja njegove delovne vloge. Izbor poklica je najpogosteje prvo opravilo posameznika v okviru njegove delovne vloge. Na izbiro poklica vplivata osebnost in družbeno okolje. Posamezniki so danes ob izbiri poklica pod vplivom številnih eksternih pojavov (mediji, starši in učitelji) in lastnih internih vplivov (ambicije). Prva zaposlitev pa je druga pomembna izbira, ki naj bi bila odvisna od posameznikove samopodobe, saj si ljudje želijo delati delo, ki se sklada s podobo o njih samih.
Razvijanje kariere v organizaciji je stalni proces, pri katerem planiramo in vodimo proces proti željenim osebnim ciljem. Razvoj kariere je rezultat planiranja posameznikove kariere in organizacijskih predvidevanj, možnosti in pomoči, ki se kaže kot idealni sodelovalni proces med posameznikom in organizacijo. Namen razvijanja kariere je zagotoviti čim popolnejšo skladnost med interesi posameznika, njegovimi vrednotami, sposobnostmi in potrebami ter potrebami in zahtevami na delovnem mestu, v delovni enoti in organizaciji. Torej Peggy Simonsen (1997) je proces razvijanja kariere razdelila na osem korakov:
1. Določitev organizacijskih in posameznikovih potreb
2. Predstavljeni želeni izid (vizija)
3. Podporniki med delničarji (ključnimi odločitelji)
4. Določitev sestave elementov in procesa
5. Sestavine v sistemu za razvoj kariere
6. Obveščanje in izobraževanje
7. Implementacija procesa
8. Ocenjevanje (vrednotenje) in ohranjanje procesa [8]

Razvoj kariere je sestavljen iz načrtovanja in upravljanja kariere . 

#### Načrtovanje kariere
Včasih je bil svet razvoja kariere veliko bolj stabilen. Posedovanje veščin in izkušenj je zagotavljalo ljudem, da bodo po znani poti razvijali svojo kariero. V 90-ih letih pa je prišlo do preobrata, saj je razvoj kariere postal negotov. Tako so se začeli oblikovati drugi modeli kariernega razvoja. Od takrat naprej poudarek ni bil več na razvoju kariere ampak na načrtovanju kariere, katere namen je pripraviti posameznika na širši trg dela in razvoj karier po prvi karieri .
Pojem načrtovanja kariere se nanaša na proces, v katerem posamezniki ugotavljalo lastne spretnosti, interese in vrednote. Pri tem pa ocenjujejo, katere možnosti jim ustrezajo in postavljajo cilje ter plane za doseganje teh ciljev . 
Planiranje kariere od posameznika zahteva udejstvovanje v dejavnostih, ki so usmerjene v razumevanje, planiranje in uresničevanje poklicnega življenja. Pri tem si lahko pomaga z različnimi dejavnostmi in pripomočki, kot so npr. delavnice, zunanji svetovalci, priročniki, kadrovskimi svetovalci znotraj podjetja. Zaposleni skozi načrtovanje kariere kot procesa: spoznajo svoje vrednosti, sposobnosti, prednosti in slabosti, pridobijo informacije o možnostih napredovanja v organizaciji, opredelijo cilje v karieri ter načrtujejo aktivnosti za dosego zastavljenih ciljev .

### Modeli za načrtovanje kariere in smeri kariernih poti
Različni modeli kariere so:
- Trikotnik: vsak član, ki vstopi v organizacijo, običajno malo podjetje, začne na dnu pri enostavnih delih in čaka na napredovanje.
- Lestev: to je model kariere, pri kateri posameznik napreduje po lestvi navzgor, po že prepoznavni hierarhiji. Delavec vidi v naprej katero delovno mesto sledi, kar pomeni, da lahko načrtuje svojo pot navzgor v relativno stabilnem okolju.
- Spirala: pri tem kariernem modelu gre za gibanje navzven in navzgor. Spremembe okolja pritiskajo na menedžerja, da razmišlja o radikalni spremembi kariere, do katere pride, če bolje dela. To kdaj dela bolje pa mora povedati nekdo drug, ali organizacija ali okolje.
- Stabilno stanje: je model kariere, ki ga producira stabilno okolje. Gre za to, da sta staro in novo stanje približno enaka in zato delavec nima občutka, da napreduje. To v karieri lahko povzroči negotovost. Zato najbolje stori posameznik, ki v stabilnem okolju odkrije svojo razvojno nišo.
- Prehodna kariera: ta model kariere uporabljajo organizacije, ki s posamezniki sklepajo posebne aranžmaje za začasno delo, kot je npr. svetovanje pri določenem projektu. Posamezniki imajo tako delo radi in so ga pripravljeni pogosto ponavljati. Delo je lahko zelo donosno, naloge pa so različne in vsakič za drugega naročnika.
- Potovanja in ceste: to je model, ki posameznikom nudi veliko nejasnosti in tveganja, delavec začenja kariero v megli in tava od organizacije do organizacije, da bi uresničil cilje, ki si jih je postavil sam. Organizacija zanje ne more načrtovati kariere in mu je tudi ni treba, ker je organizacija sama pripravljena menjati delavce.
- Plezalne lestve: pri tem kariernem modelu naj bi imela delovna organizacija različne oblike lestev z različnimi razmiki klinov, vertikalnimi in horizontalnimi. Delavci pa lahko izbirajo med lestvami različnih težavnostnih stopenj. Gibanje je mogoče gor in dol, v različnih smereh in v različnih zaporedjih. Ta model je izredno prožen, saj omogoča veliko individualno izbiro, ki pa jo vsekakor usmerja organizacija.
- Tobogan: je dober vzor nezanesljivega modela kariere. Po njem se kariera dviguje in spušča v nepredvidljivih lokih. Zato se pojavljajo neprijetni občutki in pogosti stresi. Seveda je počutje odvisno od hitrosti gibanja in njegove smeri, ki sta lahko zelo nepredvidljivi. Tovrstna kariera je močno povezana s tveganjem in jo prenesejo le osebe s čvrsto samopodobo.

Poznamo tudi model planiranja kariere pri posamezniku, ki sestoji iz treh korakov: pogled v notranjost, pogled v zunanjost in pogled naprej. Pri pogledu v notranjost gre za samooceno prepoznavanja tistih faktorjev, ki so najpomembnejši za posameznikov uspeh in zadovoljstvo pri delu, pri pogledu v zunanjost pa za razumevanje organizacijskih potreb ter razvijanje "središča" kariere. Izbiranje ciljev in planov akcije za dosego rezultatov, tako za posameznika kot za organizacijo, pa je značilno za pogled naprej . 
Najpomembnejši premiki v delovni organizaciji so:
1. Horizontalni premiki: Gre za napredovanje na istem delovnem mestu oz. delu, vendar z večjim obsegom odgovornosti, obvladovanjem zahtevnejših, bolj specializiranih ali heterogenih nalog ter z boljšim delovnim statusom.
2. Hierarhični premiki: Vsako zaposlitev v organizaciji je mogoče uvrstiti v hierarhični sistem, rangirati v določen nivo in jo označiti z nazivom. Če upoštevamo te kriterije, lahko vsak zaposleni presoja svoje uspehe. Uspeh se torej izkazuje skozi to, ali je dosežen ali presežen nivo, ki si ga je zaposleni postavil za cilj. Če ne poznamo nivoja aspiracij, ki si ga je zaposleni postavil, ne moremo natančno vedeti, ali zaposleni presoja doseženo kot uspeh ali neuspeh. Na nivo aspiracij posameznika vpliva to, kar družba določa za uspešno. Torej je nivo v medsebojni zvezi posameznikovih notranjih aspiracij in zunanjih kriterijev, ki so uveljavljeni znotraj njegove zaposlitve. Če hočemo torej razumeti posameznikove kriterije za uspeh, moramo razumeti njegov pogled na referenčno skupino, ki ji strokovno, profesionalno pripada. Hierarhične premike lahko poimenujemo tudi vertikalni premiki. Torej gre za napredovanje, ki posameznika pripelje na zahtevnejše delovno mesto, za katerega se zahtevajo dodatna znanja, spretnosti in sposobnosti.
3. Premiki proti centru: Gre za pripadnost organizaciji, za odnos, prepojenost, ki mnogokrat presega formalno pozicijo v hierarhiji, izvira iz neformalnih osebnih kontaktov, ki jih izgrajujemo skozi daljše obdobje. Ker je ta premik neviden, ga je težko presojati brez pogovora s posameznikom. Tako se lahko zgodi, da posameznik odkloni napredovanje, če ugotovi, da bi z napredovanjem uničil svojo socialno mrežo odnosov s kolegi. Zanj napredovanje, torej premik proti centru, pomeni pravzaprav izstop iz lastne socialne mreže. Na karierne poti je treba gledati kot na kompleksen medsebojni odnos vseh treh vrst gibanja [9].

Posameznik svoje cilje presoja z vidika njihove možnosti vključevanja v cilje organizacije in se pri tem sooča z dejavniki, ki mu otežujejo doseganje ciljev:
1. Neodločnost pri izbiri cilja: posameznik se pogosto sooča s številnimi, med seboj nezdružljivimi cilji, kar pri njem povzroča neopredeljenost, v končni fazi pa to vpliva na neuresničevanje kateregakoli izmed njih.
2. Strah pred neuspehom: izogibanje zastavljanja ciljev predstavlja posamezniku navidezno varnost in izogibanje tveganju neuspeha.
3. Pomankljivo poznavanje samega sebe: vodi k zmedi in negotovosti o tem, kar posameznik želi doseči v prihodnosti.
4. Pomankljivo poznavanje okolja: povzroča težave pri opredeljevanju ciljev.
5. Negotovost in nizka stopnja samozaupanja: zavestno pristajanje na cilje pomeni imeti občutek samozadostnosti, samozaupanja in nadzora nad okoljem [11].

## Sprememba kariere
Spremembo kariere lahko definiramo, kot spremembo zaposlitve, ki ni v skladu z običajno karierno potjo na nekem področju. Na primer psiholog postane menedžer, odvetnik postane šolski učitelj... Lahko jo opišemo tudi kot spremembo delovne pozicije v drugo poklicno kategorijo ali področje, kjer so znanja, spretnosti in odgovornosti iz prejšnje delovne pozicije več ali manj neuporabna. Spremembo kariere lahko razločimo od običajne spremembe službe po tem, da je za slednjo značilen premik na podobno delovno mesto in sledi pričakovani karierni poti na nekem področju (npr. programer zapusti delovno mesto, ker je dobil boljšo ponudbo v nekem drugem podjetju).  

### Individualne karakteristike
Raziskave so pokazale, da je osebnostna dimenzija odprtosti za izkušnje pomemben dejavnik pri spremembi kariere, saj so posamezniki z višjo izraženostjo domišljije, kreativnosti, zanimanja in odprtosti za nova doživetja, bolj verjetno spremenili karierno pot. Prav tako pa je bila verjetnost spremembe višja pri posameznikih z višje izraženo dimenzijo ekstravertnosti, torej pri tistih, ki na splošno bolj uživajo v družbi drugih in so bolj zgovorni, optimistični in živahni. To je možno razložiti z dejstvom, da imajo taki posamezniki širše socialne mreže in višji nivo energije, kar jim pomaga pri spremembi kariere. Nekatere raziskave, ki so se sicer ukvarjale zgolj s spremembo delovnega mesta, posredno podpirajo povezavo med ekstravertnostjo in spremembo kariere, saj so pokazale, da se je na vzorcih železarjev, inženirjev in znanstvenikov, večina le-teh pri spremembi zaposlitve nanašala na socialno mrežo pri iskanju nove zaposlitve. Nekaj rezultatov pa nakazuje tudi na to, da se osebe z višje izraženo vestnostjo manj pogosto odločijo za sprememb kariere. Te osebe so namreč bolj organizirane, disciplinirane, zanesljive in v povprečju bolj načrtujejo potek dogodkov v njihovem življenju, tako da najverjetneje pomembne odločitve glede prihodnosti sprejemajo bolj previdno.  
Carless in Arnub sta ugotovila, da ni vpliva splošne samoučinkovitosti, ki je definirana kot prepričanje v svoje sposobnosti funkcioniranja v različnih situacijah, na spremembo kariere. Nekatere druge raziskave, ki so preverjale učinek bolj specifične karierne samoučinkovitosti, pa so ugotovile, da je le-ta pozitivno povezana s spremembo kariere. 

### Demografske značilnosti
Za spremembo kariere se bodo bolj pogosto odločali mlajši posamezniki, saj raziskave kažejo na negativno povezanost med starostjo in verjetnostjo spremembe kariere. Raziskave glede vpliva spola podajajo mešane rezultate, saj nekatere nakazujejo, da spol nima vpliva na spremembo, nekatere pa, da se za spremembo kariere pogosteje odločajo moški. Glede na raziskave zakonski stan ne vpliva na spremembo kariere . Raziskovalci pa so izvedli tudi metaanalizo , ki je pokazala negativno povezavo med številom otrok in spremembo službe, poleg tega pa je Neapolitan v svoji raziskavi ugotovil, da kariero redkeje spremenijo posamezniki, ki imajo otroke, ki so od njih odvisni. 

### Dejavniki povezani z zaposlitvijo
Občutek negotovosti glede prihodnosti na delovnem mestu je eden pomembnih predhodnih dejavnikov spremembe kariere. S povečanjem občutka negotovosti glede delovnega mesta se povečuje tudi možnost spremembe kariere. Poleg tega pa raziskave ugotavljajo, da je pričakovanje višje plače pogosto eden od razlogov, ki ga posamezniki navajajo za odločitev o spremembi kariere . 

### Izidi spremembe kariere
Študije so pokazale, da posamezniki po spremembi kariere doživljajo višje zadovoljstvo na delovnem mestu . Ugotovljeno pa je bilo tudi, da se ob spremembi kariere v povprečju zmanjša negotovost v zvezi s prihodnostjo na delovnem mestu, zmanjša pa se tudi povprečno število ur, ki jih posameznik preživi na delovnem mestu.